# Hank Harris
Hank Harris (Duluth (Minnesota), 5 november 1979) is een Amerikaans acteur. 
Harris groeide op in Duluth (Minnesota) en Santa Fe (New Mexico).

## Carrière
Harris begon in 1997 met acteren in de televisieserie Mr. Rhodes, waarna hij nog meerdere rollen speelde in televisieseries en films. Zo speelde hij in onder andere Popular (1999-2001), HellBent (2004), Insidious: Chapter 2 (2013) en Once Upon a Time (2016).

## Filmografie

### Films
Uitgezonderd korte films.
- 2017 Little Evil - als Gabriel
- 2013 Insidious: Chapter 2 - als jonge Carl
- 2008 Extreme Movie - als Ronny
- 2004 Breaking Dawn - als Ted
- 2004 HellBent - als Joey
- 2004 Just Hustle - als onderzoeker voor de rechercheur
- 2003 Milwaukee, Minnesota - als Stan Stites
- 2002 Pumpkin - als Pumpkin Romanoff
- 2001 Delivering Milo - als mr. Percival
- 1999 Brookfield - als Trip Heyward
- 1999 Sign of the Times - als Toby
- 1998 Mercury Rising - als Isaac

### Televisieseries
Uitgezonderd eenmalige gastrollen.
- 2016 Once Upon a Time - als dr. Jekyll - 5 afl.
- 2015 The Man in the High Castle - als Randall - 2 afl.
- 2015 Salem - als Corwin - 2 afl.
- 2012 Dirty Work - als Pete - 3 afl.
- 2003 The Lyon's Den - als Charlie Yerrin - 5 afl.
- 1999-2001 Popular - als Emory Dick - 12 afl.
- 1997 The Secret World of Alex Mack - als Nathan - 2 afl.